# Loda celebensis
Loda celebensis är en fjärilsart som beskrevs av Sergius G. Kiriakoff 1970. Loda celebensis ingår i släktet Loda och familjen tandspinnare. Inga underarter finns listade i Catalogue of Life.